# 瀬谷警察署
瀬谷警察署（せやけいさつしょ）は、神奈川県警察が管轄する警察署の一つである。
横浜市警察部隷下、第二方面に属する小規模警察署であり、署長の階級は警視。識別章所属表示はNK。
管轄内居住人口はおよそ12万人。

## 所在地
- 神奈川県横浜市瀬谷区二ツ橋町213番地1
  - 最寄駅：相鉄本線・三ツ境駅徒歩5分

## 管轄区域
- 横浜市瀬谷区全域
  - 管轄面積：17.11km2

## 沿革
- 1972年4月1日 戸塚警察署の管轄区域を分割し、開設。

## 組織
- 署長（警視）
- 副署長（警視）
- 警務課 - 警務係、住民相談係、管理係
- 会計課 - 会計係
- 生活安全課 - 防犯少年係、経済保安係
- 地域課（警ら用無線自動車3台、小型警ら車1台） - 地域企画係、地域第一係、地域第二係、地域第三係
- 刑事課 - 強行犯係、盗犯係、鑑識係、知能暴力国際犯係、薬物銃器対策係
- 交通課 - 交通総務係、交通捜査係、交通指導係
- 警備課 - 警備係

（7課体制）
※「神奈川県警察の組織に関する規則（昭和44年3月31日、公安委員会規則第2号）」を参考にした。

## 交番
- 瀬谷駅前交番　瀬谷区瀬谷4丁目5番地の26
- 南台交番　瀬谷区南台1丁目3番地の7
- 阿久和町交番　瀬谷区阿久和東4丁目4番地の4
- 目黒交番　瀬谷区北町21番地の1

## 駐在所
- 細谷戸駐在所　瀬谷区瀬谷4125番地の8
- 竹村町駐在所　瀬谷区竹村町1番地の21
- 北新駐在所　瀬谷区北新24番地の5

## 街頭緊急通報装置
- 瀬谷駅周辺（瀬谷区中央）1基

## 自動車ナンバー自動読取装置（Nシステム）
- 瀬谷区目黒町（国道246号）
- 瀬谷区瀬谷1丁目（県道40号）
- 瀬谷区阿久和南1丁目（一般市道）
- 瀬谷区卸本町（一般市道）

## 主な事件
- 横浜OL殺害事件 - 2000年（平成12年）10月16日に瀬谷区二ツ橋町で発生[1]、2003年（平成15年）11月5日に解決[2]。

## その他
2010年9月1日、瀬谷警察署内のホームページに突如2人のマスコットキャラクターが出現し、それからわずか9日の間にネットでは注目を集め、ニュース報道されるようにもなった。公安理由として、瀬谷警察署のアクセス数が神奈川県警察54署の中では常にワースト3に位置しており、そのため、同署のホームページ委員会が「楽しんでみてもらおう」との意図で作成したものである。なお2022年10月現在、トップページにこの2人の姿は確認できない。